# اراندیرا ایبارا
اراندیرا ایبارا (انگلیسی: Eréndira Ibarra؛ زادهٔ ۲۵ سپتامبر ۱۹۸۵) هنرپیشه اهل مکزیک است. وی از سال ۲۰۰۶ میلادی تاکنون مشغول فعالیت بوده‌است.
از فیلم‌ها یا برنامه‌های تلویزیونی که وی در آن نقش داشته‌است می‌توان به حسی اشاره کرد.